# Ідіоморфізм

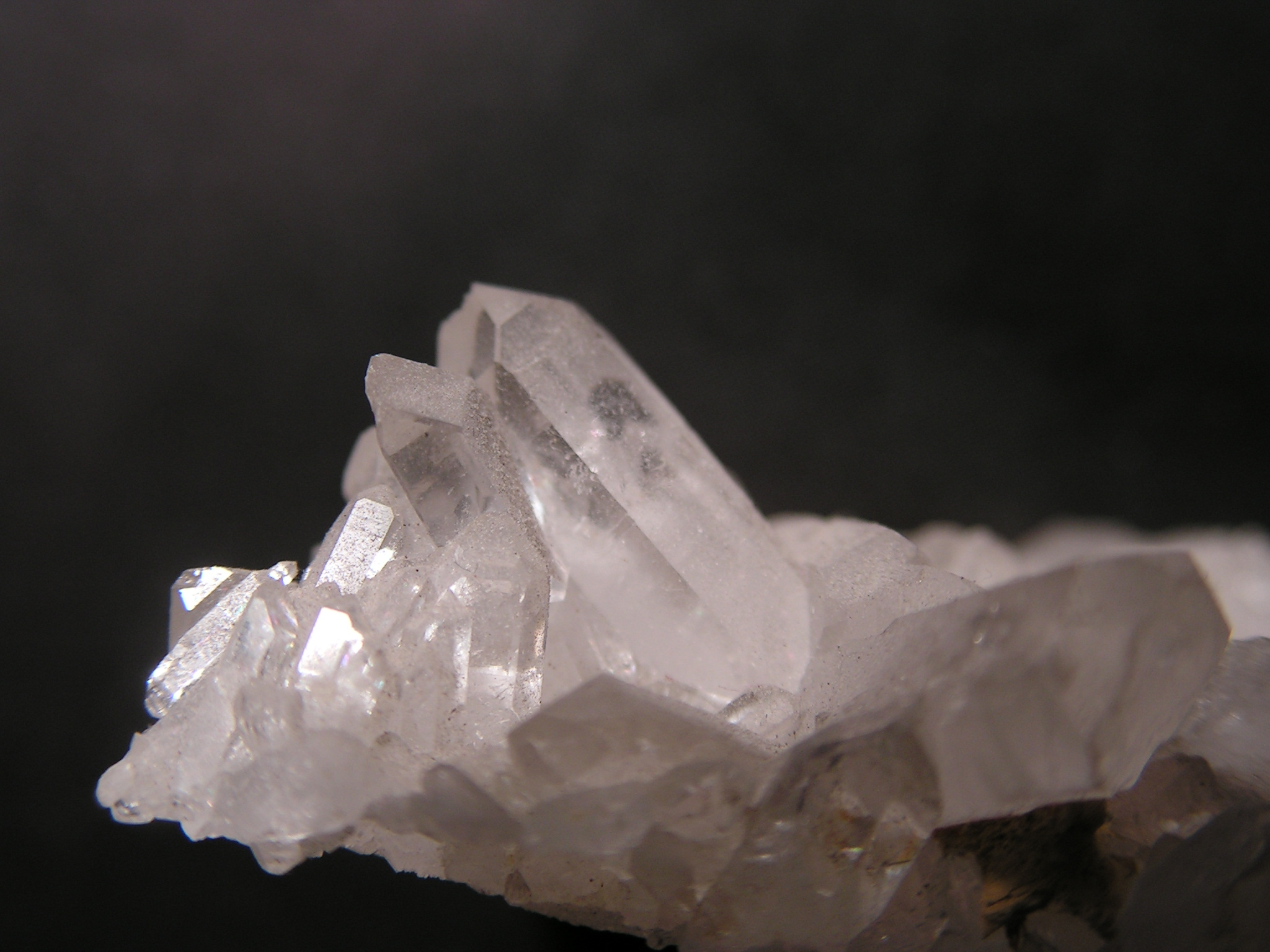
Ідіоморфні кристали кварцу

Ідіоморфізм (рос. идиоморфизм, англ. idiomorphism нім. Idiomorphie f) — здатність мінералів набирати в мінеральних комплексах властивої їм форми кристалів.
Найбільш виражений ідіоморфізм, як правило, мають мінерали, що кристалізуються на ранній стадії формування гірських порід з легкорухливих середовищ, наприклад, розплавів або водних розчинів, або метакристали мінералів, що мають високу кристалізаційну здатність.
Протилежний термін — ксеноморфізм.